# James Yorke (Physiker)

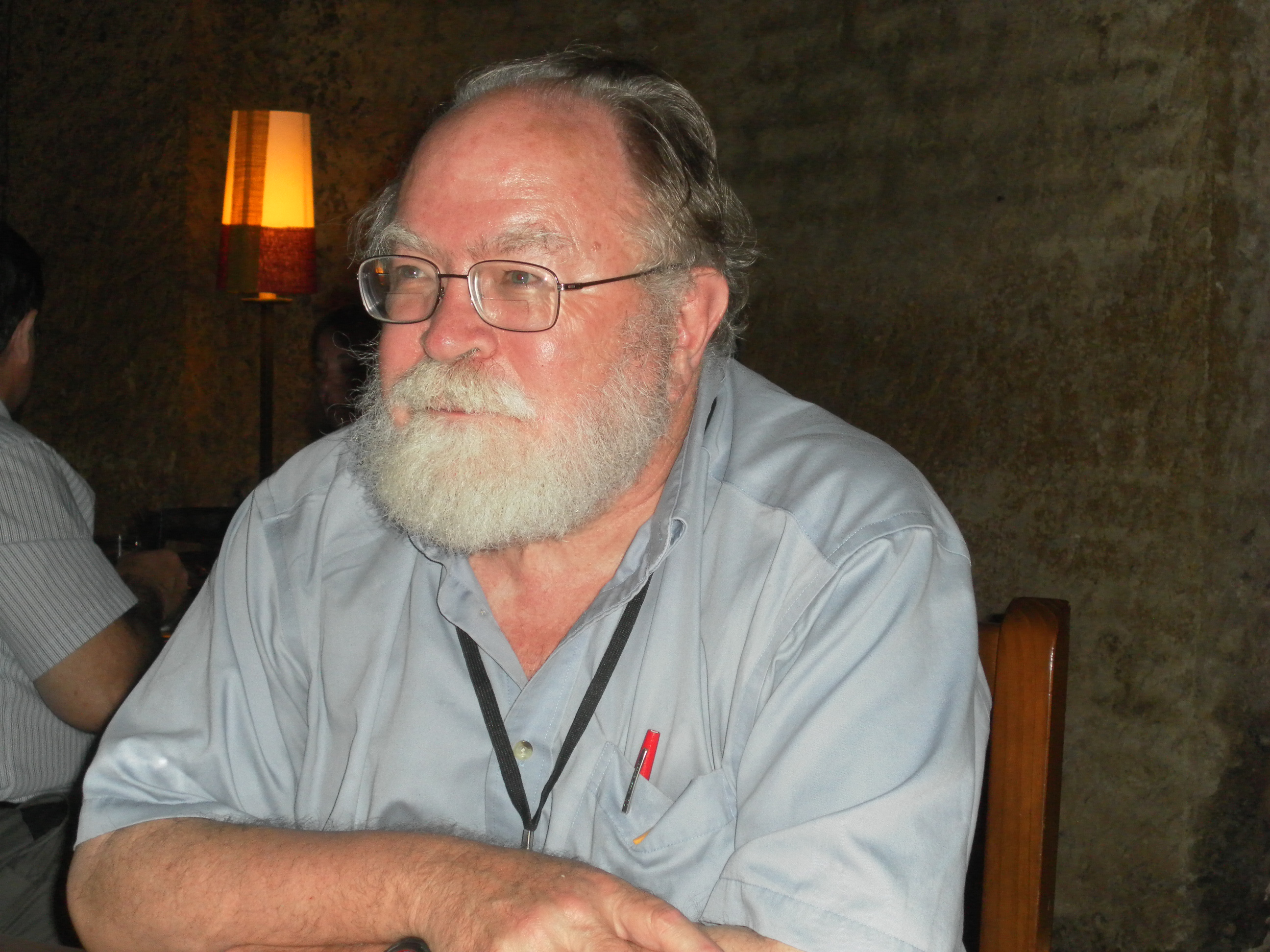
James Yorke, 2011

James Alan Yorke (* 3. August 1941 in Plainfield, New Jersey, USA) ist ein US-amerikanischer Professor für Physik und Mathematik und Vorsitzender des Mathematik Departments der University of Maryland, College Park.

## Leben
Yorke ging zur Pingry School in Martinsville, New Jersey. Er studierte an der Columbia University mit dem Bachelorabschluss 1963 und wurde 1966 bei Aaron Strauss an der University of Maryland in Mathematik promoviert (Asymptotic Properties of Solutions Using the Second Derivative of a Liapunov Function) Er blieb an der University of Maryland, an der er 1972 eine Forschungsprofessur erhielt. 1988 wurde er dort Direktor des Institute for Physical Science and Technology.
Yorke ist ein Pionier der Chaostheorie. Er und sein Doktorand Tien-Yien Li prägten den mathematischen Begriff des Chaos für die Forschungsrichtung (die man in der Mathematik auch als qualitative Theorie von Differentialgleichungen oder Theorie Dynamischer Systeme bezeichnet) in 1975 in einer einflussreichen Arbeit Period Three Implies Chaos. Darin untersuchten sie eindimensionale diskrete dynamische Systeme wie quadratische Abbildungen des Einheitsintervalls (Logistische Gleichung), was bald darauf (auch aufgrund einer gleichzeitigen Arbeit von Robert May) ein Hauptmodell für die Untersuchung Dynamischer Systeme wurde (mit der Entdeckung des Feigenbaum-Periodenverdopplungs-Szenarios der Chaosentstehung und dessen Universalität Ende der 1970er Jahre). Sie bewiesen allgemein, dass bei Auftreten von Perioden der Ordnung 3 auch alle anderen Perioden k auftreten sowie Anfangswerte mit völlig chaotischem Verhalten. Li und Yorke hatten allerdings schon 1964 einen Vorläufer in der Arbeit des ukrainischen Mathematikers Oleksandr Scharkowskyj (Sharkovsky), weswegen der Satz, dass mit Perioden der Ordnung 3 auch Perioden jeder Ordnung auftreten, auch als Sharkovskii´s Theorem bekannt ist.
Mit Celso Grebogi und Edward Ott begründete er 1990 die Forschung zur Kontrolle von Chaos. Er befasste sich mit Anwendungen der Chaostheorie unter anderem in der Epidemiologie.
Zu seinen Doktoranden gehört Tien-Yien Li (Professor an der Michigan State University).

## Auszeichnungen
- 1980/81 war er Guggenheim Fellow
- 2003 Japan-Preis für Arbeiten an chaotischen Systemen[4]
- 2014 Ehrendoktor der Universidad Rey Juan Carlos, Madrid[5]

Er ist Fellow der American Physical Society, der American Mathematical Society und der American Association for the Advancement of Science. 2019 wurde er zum Auswärtigen Mitglied der Academia Europaea gewählt. Seit 2016 zählt ihn Thomson Reuters aufgrund der Zahl seiner Zitierungen zu den Favoriten auf einen Nobelpreis (Thomson Reuters Citation Laureates).

## Schriften
- mit Kathleen T. Alligood, Tim Sauer Chaos. An introduction to dynamical systems, Springer Verlag 1997
- mit Helena E. Nusse Dynamics: Numerical explorations, 2. Auflage, Springer Verlag 1988
- Herausgeber mit Tim Sauer, Edward Ott Coping with chaos, Wiley 1994
- mit T. Y. Li: Period Three Implies Chaos. In: American Mathematical Monthly. Band 82, 1975, S. 985.
- mit Edward Ott, Celso Grebogi Chaos, strange attractors and fractal basin boundaries in nonlinear dynamical systems, Science, Band 238, 1987, S. 585
- mit E. Ott, Grebogi Controlling chaos, Physical Review Letters, Band 64, 1990, S. 1196
- mit T. Shinbrot, Ott, Grebogi Using small perturbations to control chaos, Nature, Band 363, 1993, S. 411